# Blazor
 (mai 2025).
Blazor est un framework web open source développé par Microsoft et permettant de créer des applications web d’interface utilisateur web côté client basé sur le langage de programmation C# au lieu du commun JavaScript,.
Blazor peut s’exécuter directement dans le navigateur via WebAssembly. Aucun plug-in de navigateur n’est requis. Les applications Blazor peuvent aussi s’exécuter côté serveur sur .NET et gérer toutes les interactions utilisateur sur une connexion en temps réel avec le navigateur.